# Maks Szczur

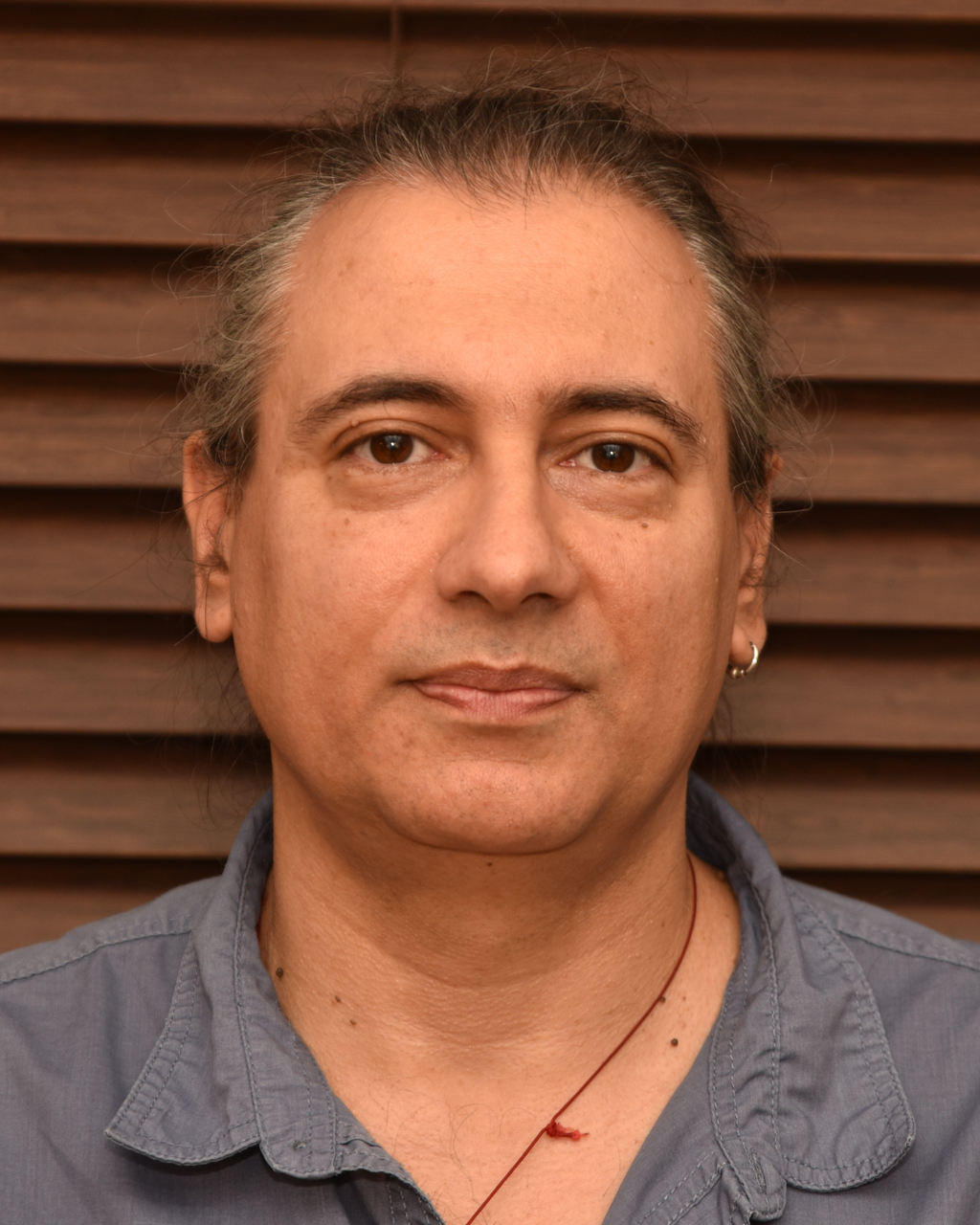
Maks Szczur, 2023

Maks Szczur (biał. Макс Шчур; ur. 5 grudnia 1977, Brześć) — białoruski poeta, tłumacz, eseista. 
W latach 1994—1998 był studentem Uniwersytetu Lingwistycznego w Mińsku. Od 1998 r. mieszka w Pradze.
Autor sztuki "Śmierć tyrana" (Сьмерць тырана, 1997), tomiku wierszy "Amfiteatar" (Амфітэатар, Praga-Gdańsk, 1999), "Rańni zbor" (Раньні збор, Sztokholm 2006), "Amalgama" (Амальгама, Mińsk 2010), książki prozy "List, znojdzieny na papialiszczy" (Ліст, знойдзены на папялішчы, Poznań), szeregu esejów na temat literaturoznawstwa. Jego wiersze drukowane były w czeskich, szwedzkich, i polskich tłumaczeniach. Laureat nagrody Janki Juchnauca za powieść "Tam dzie nas niama" (Там дзе нас няма, 2004).